# Szent arkangyalok fatemplom (Danulesd)
A danulesdi Szent arkangyalok fatemplom műemlékké nyilvánított épület Romániában, Hunyad megyében. A romániai műemlékek jegyzékében a  HD-II-m-A-03306 sorszámon szerepel.